# Guayakí (compañía)
Guayakí Sustainable Rainforest Products, Inc.,  comúnmente conocida como Guayakí, es una compañía de bebidas orgánicas especializada en productos de yerba mate con sede en Sebastopol, California . Además de ofrecer yerba mate, Guayakí también vende bebidas de yerba mate tanto en lata como carbonatadas, y tragos energéticos. Guayakí distribuye a nivel nacional estadounidense en aproximadamente 6,000 tiendas, principalmente a través de supermercados orgánicos y orientados a la salud, como Whole Foods, entre otros minoristas, así como a través de canales en línea.
Guayakí tiene una misión de "administrar y restaurar 200,000 acres de selva tropical y crear más de 1,000 empleos con salarios dignos para 2020 personas" en el Bosque Atlántico a través de su propio modelo de "Restauración dirigida por el mercado", la idea de que el imperialismo y el colonialismo como resultado del mercado de productos de los países menos desarrollados se puede combatir utilizando el propio mercado.
Guayakí está certificada por la USDA Organic ; Además, la empresa también está certificada de comercio justo por la OMI y es miembro de la Federación de Comercio Justo.     